# Comité Electrotechnique Suisse
Das Comité Électrotechnique Suisse (CES), englisch Swiss Electrotechnical Committee, deutsch: Schweizerisches Elektrotechnisches Komitee, vertritt die Interessen der Schweiz auf europäischer (CENELEC) und internationaler Ebene (IEC).

## Geschichte
Der Schweizerische Elektrotechnische Verein (SEV) (seit 2002 Electrosuisse) trat 1911 der Commission Electrotechnique Internationale (CEI) bei. Der SEV gründete das Schweizerische Elektrotechnische Komitee, CES, als nationale, privatrechtliche Organisation zur Erarbeitung elektrotechnischer Normen.

## Organisation
Die technische Normung erfolgt in der CES in den technischen Gremien (z. B. Technischen Komitees TK), denen die entsprechenden europäischen und/oder internationalen Gremien (z. B. Technical Committee TC) zugeordnet sind. Nicht alle technischen Gremien auf europäischer und/oder internationaler Ebene haben ein entsprechendes nationales Spiegelgremium.
2023 sind in der CES 980 Fachleute in 110 Technischen Komitees organisiert, die jährlich rund 10'000 Dokumente bearbeiten.